# Pelekium campanulatum
Pelekium campanulatum är en bladmossart som beskrevs av Andries Touw 2001. Pelekium campanulatum ingår i släktet Pelekium och familjen Thuidiaceae. Inga underarter finns listade i Catalogue of Life.